# Венгерско-французские отношения
Венгерско-французские отношения — двусторонние дипломатические отношения между Францией и Венгрией. Первые дипломатические контакты датируются средневековьем. У Франции есть посольство в Будапеште. Венгрия имеет посольство в Париже и 8 почетных консульств (в Бордо, Туре, Лилле, Марселе, Мюлузе, Нанси, Ренне и Руане).
Обе страны являются полноправными членами НАТО и Европейского Союза.

## Образование
В Будапеште есть французская международная школа имени Гюстава Эйфеля.